# Aimé Morot

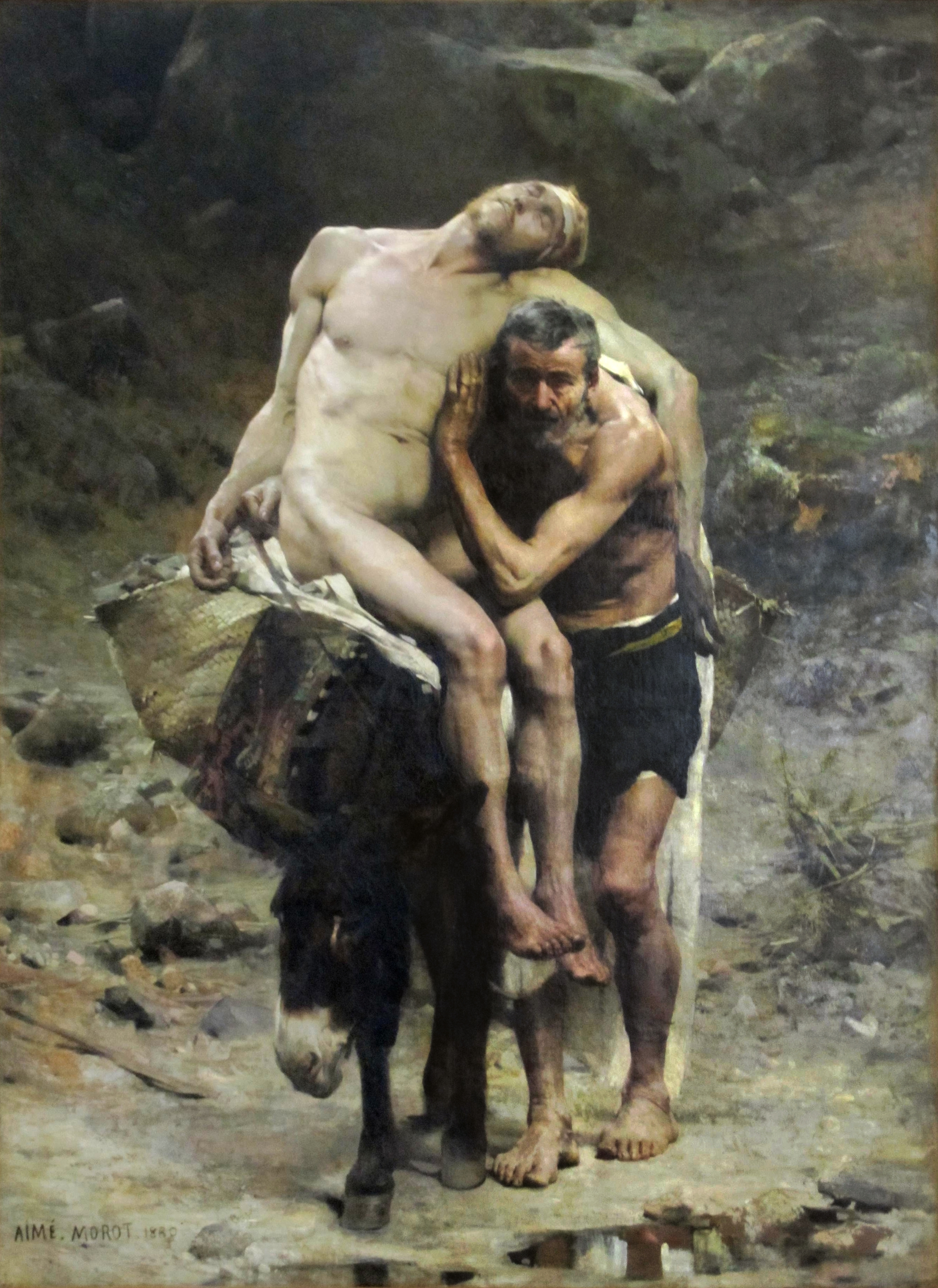
El buen samaritano (1880), París, Petit Palais.

Aimé Nicolas Morot, nacido el 16 de junio de 1850 en Nancy, fallecido el 12 de agosto de 1913 en Dinard, fue un pintor y escultor francés.

## Datos biográficos
Aimé Morot fue alumno del pintor Alexandre Cabanel en la Escuela de Bellas Artes de París. Obtuvo el premio de Roma en pintura de 1873. Fue yerno del pintor Jean-Léon Gérôme y amigo del pintor y escultor Edouard Paul Merece. Expuso en el Salón de los Artistas Franceses de 1880 a 1912.

## Obra en colecciones públicas
- Bar-le-Duc, Museo Barrois : Medea, 1876, aceite sobre tela.
- Gravelotte, Museo de la Guerra de 1870 y de la Anexión : Rezonville, 1886, aceite sobre tela.
- Lille, Palais des Beaux-Arts de Lille :
  - Prisionero, aceite sobre tela ;
  - Barthélemy Crépy, aceite sobre tela.
- Montauban, Museo Ingres : Retrato del conde de Gironda, óleo sobre tela.
- Nancy :
  - Plaza Stanislas.
  - Museo de Bellas Artes de Nancy :
    - Episodio de la batalla de Aguas-Sextiennes, Salón de 1879, , óleo sobre tela, presentado fuera de concurso, medalla de 1.ª clase, cuadro según Historia de los Galos de Amédée Thierry ;
    - Martirio de Jesús de Nazaret, 1883, óleo sobre tela;
    - Retrato de la señorita Aline Léon, 1887, óleo sobre tela;
    - Retorno de la caza del león, óleo sobre tela.
- París :
  - BNP: Eugène Goüin, 1909, óleo sobre tela.
  - Escuela de Bellas Artes (París) : La cautividad de los Judíos a Babilonia, 1873, óleo sobre tela.
  - Museo de Orsay:
    - Retrato de Ernest Hébert, 1905, óleo sobre tela;
    - Gérôme ejecutando los Gladiadores, Monumento a Gérôme, 1909, grupo en bronce. Morot ha incorporado el grupo original de los Gladiadores, realizado por Jean-Léon Gérôme en 1878.

  - Petit Palais (París): El buen samaritano, 1880, óleo sobre tela.
- École nationale vétérinaire d'Alfort: La castración, óleo sobre tela.
- Versalles, Museo de la Historia de Francia.
  - Reichshoffen, 1887, óleo sobre tela;
  - Édouard Detaille, óleo sobre tela;
  - Señor Eiffel, óleo sobre tela.
- Vesoul, museo Georges-Garrett: Cabeza de Jean-Léon Gérôme (verso 1909), bronce.

## Galería

Obra de Aimé Morot
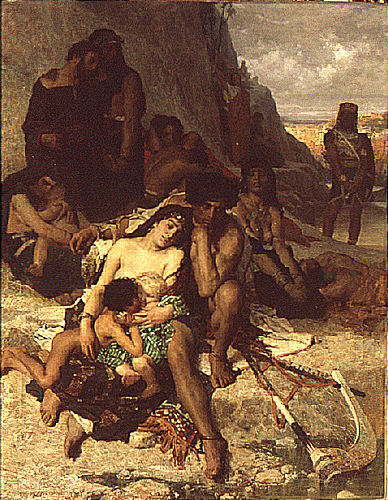
La cautividad de los judíos en Babilonia (1873), París, Escuela Nacional de Bellas Artes.
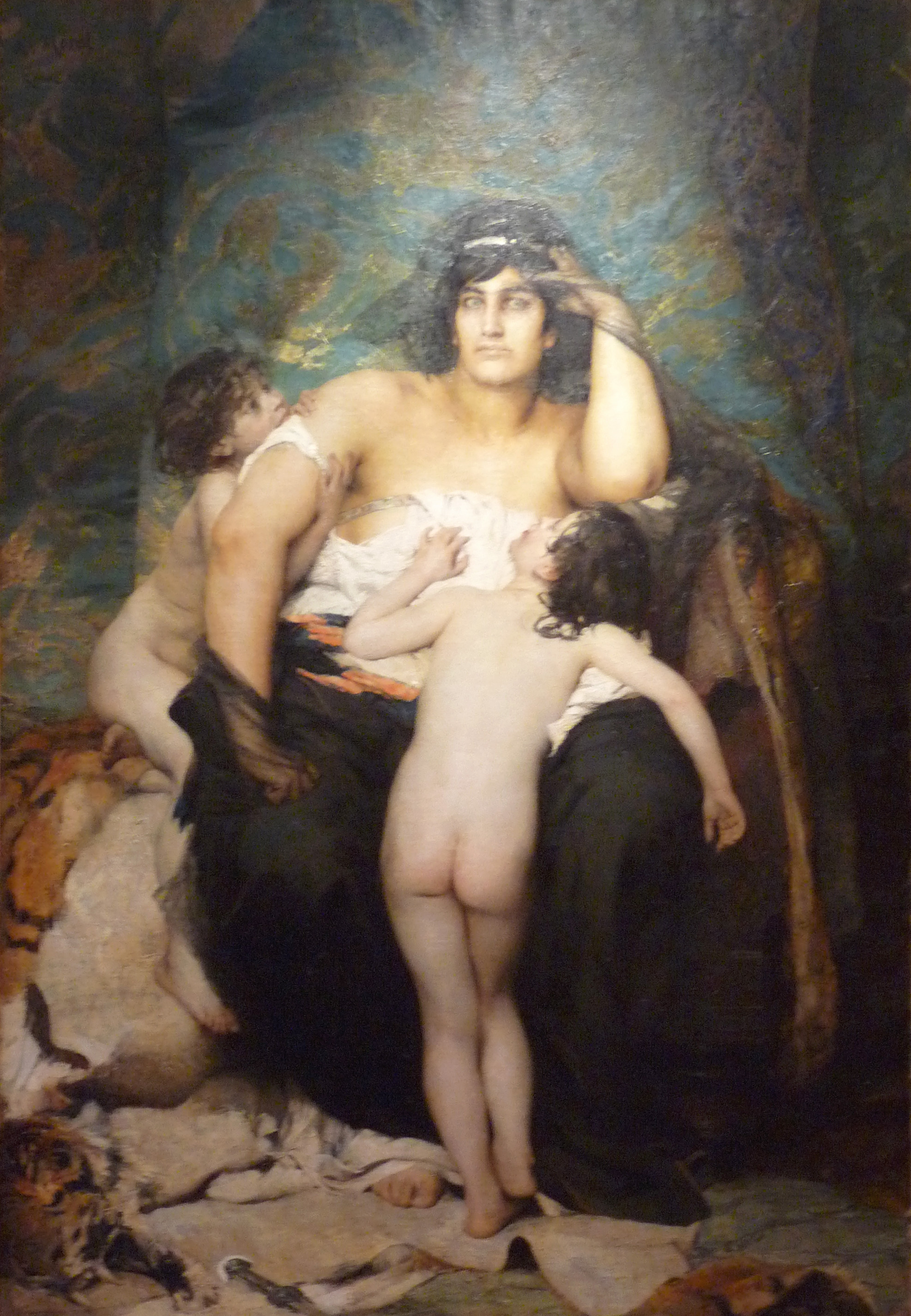
Medea (1876), Bar-le-Duc, Museo Barrois.
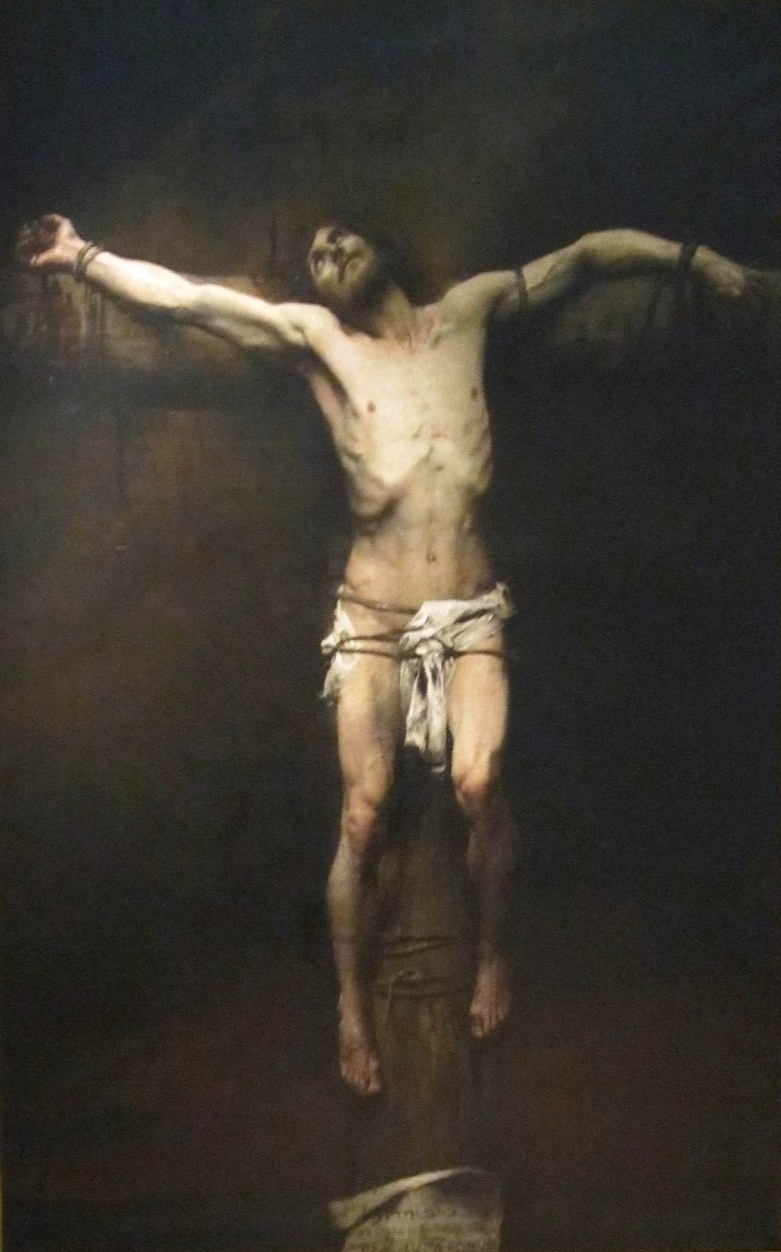
Martirio de Jesús de Nazaret (1883), Museo de Bellas Artes de Nancy.
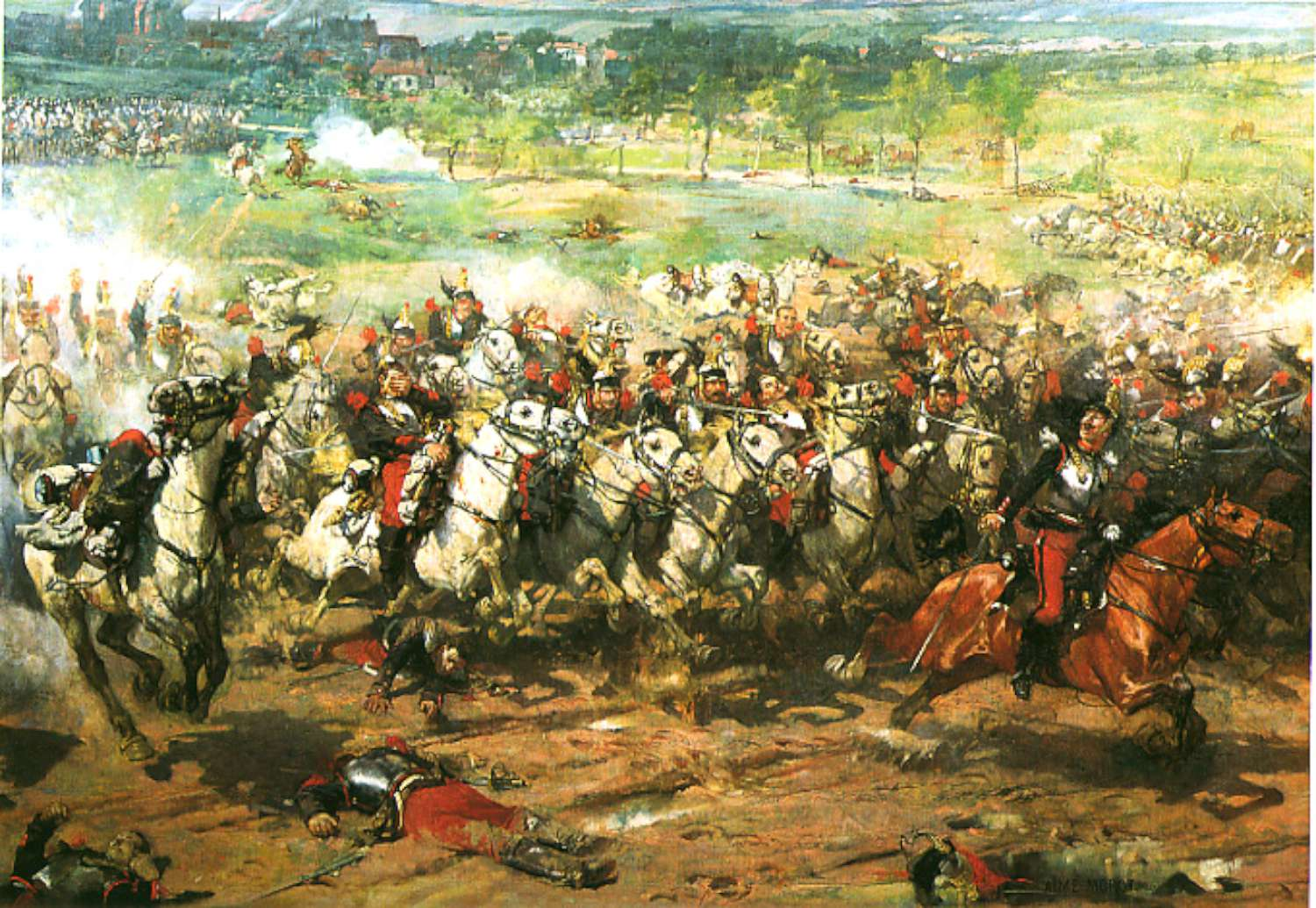
Reichshoffen (1887), Versalles, Museo de la Historia de Francia.
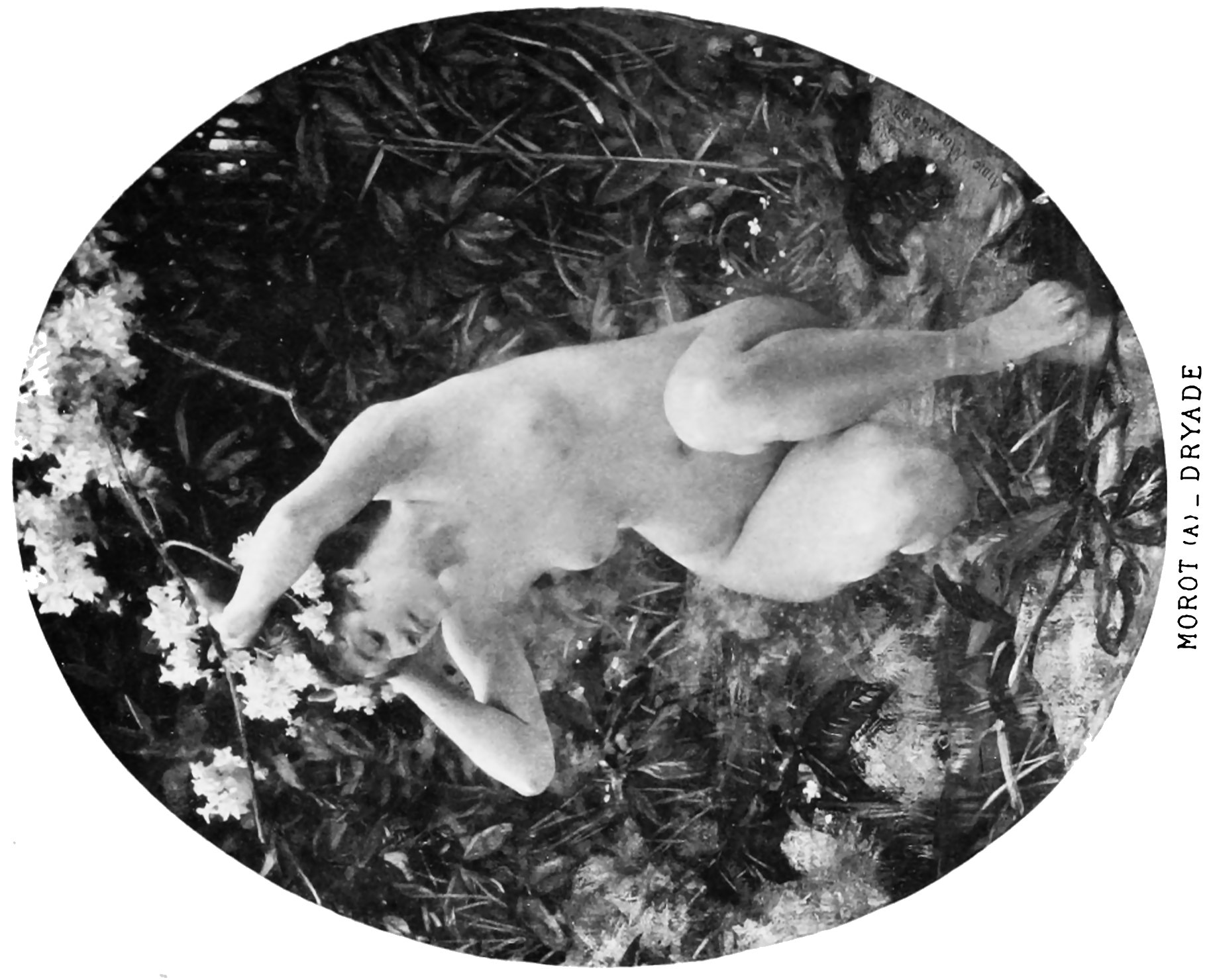
Dríade (1884).
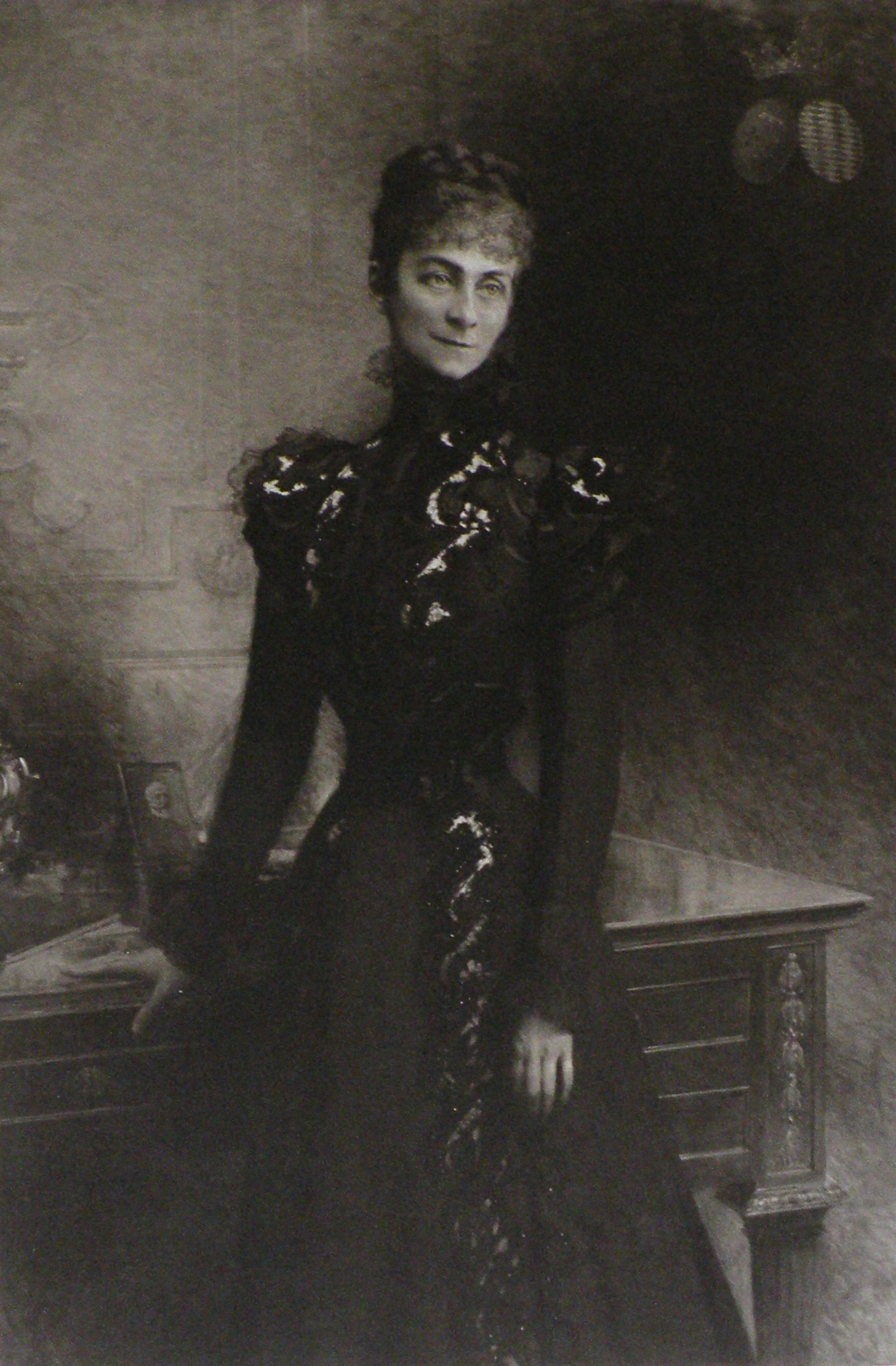
Su alteza real la duquesa de Alençon.
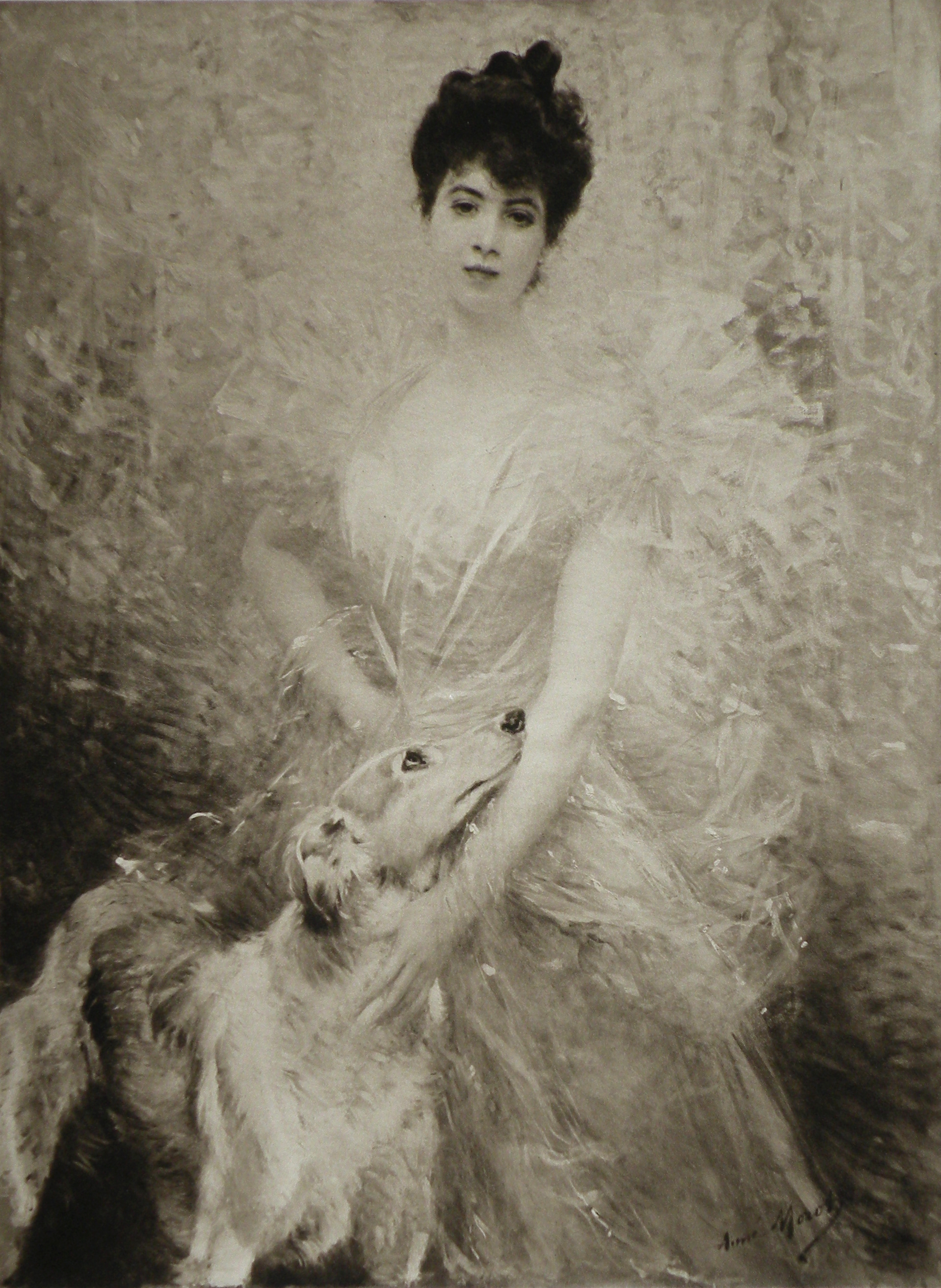
Mademoiselle Brice.
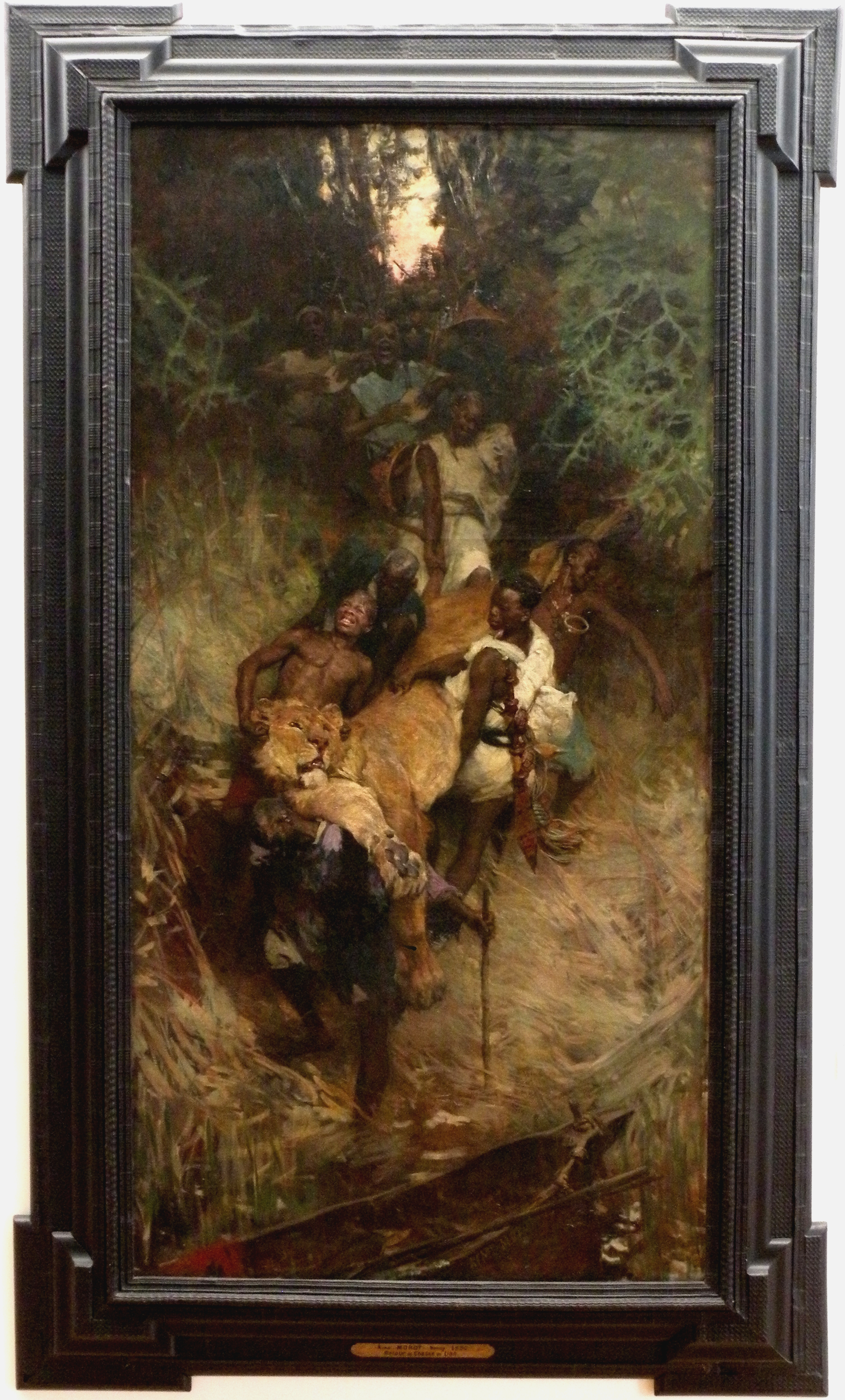
Retorno de la caza del león (1902), Museo de Bellas artes de Nancy.
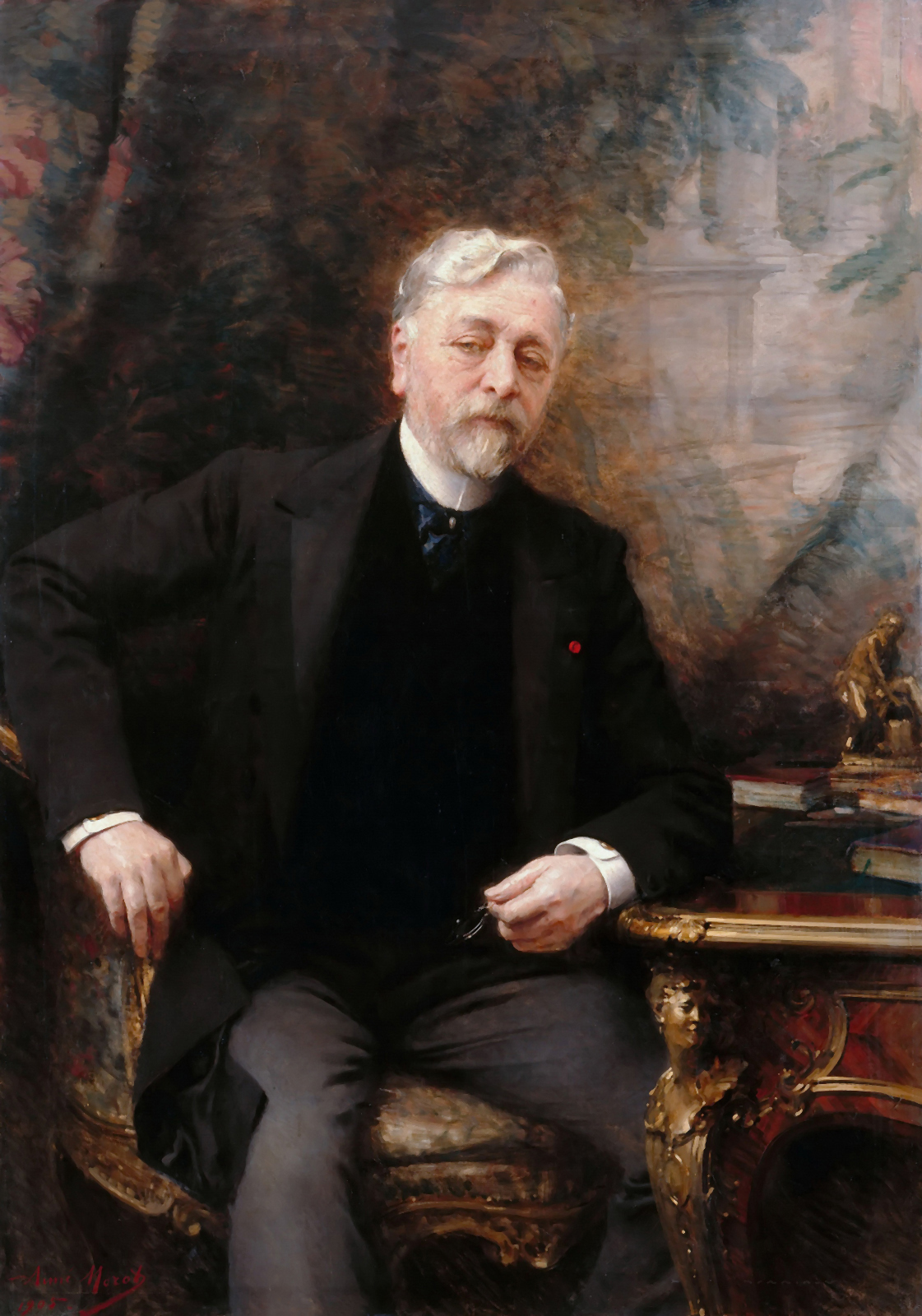
Retrato de Gustave Eiffel (1905), Versalles, Museo de la Historia de Francia.
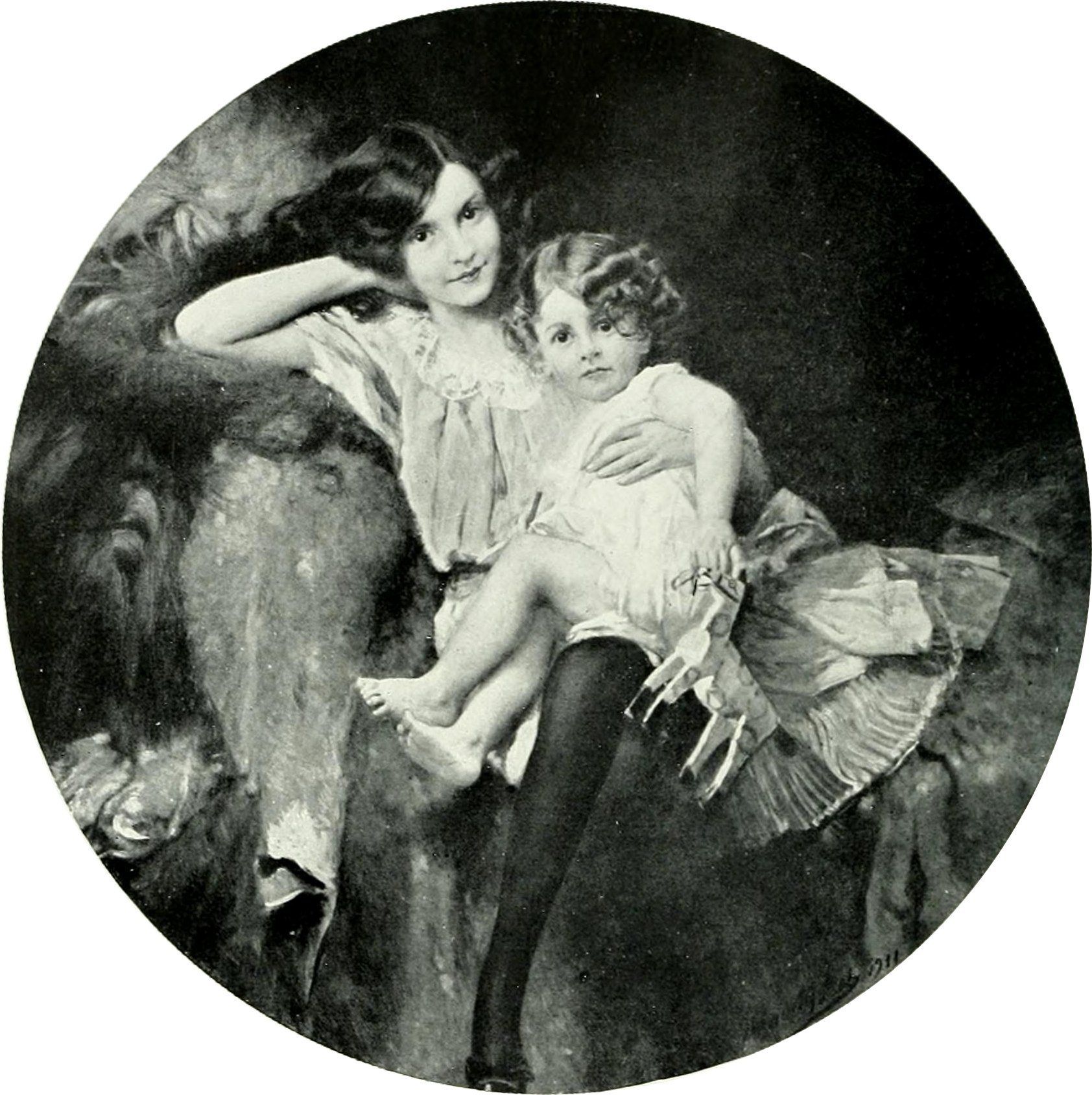
Hermano y hermana (Salón de 1911).
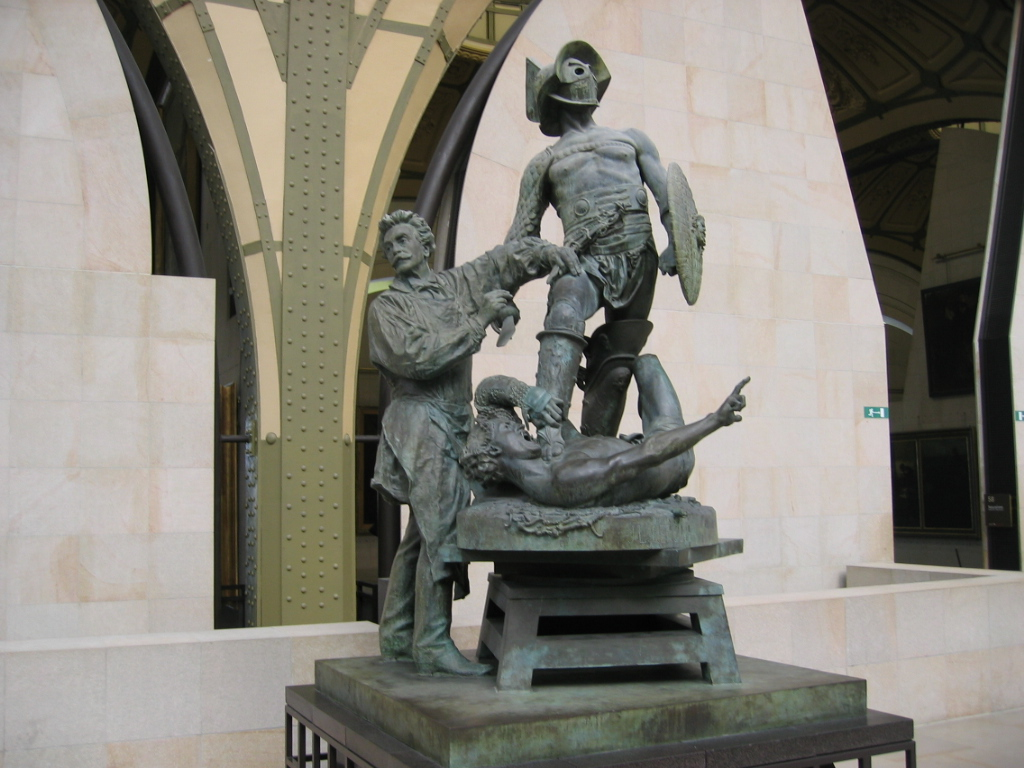
Con Jean-Léon Gérôme, Gérôme ejecutando a los gladiadores, Monumento a Gérôme (1909), París, Museo de Orsay.
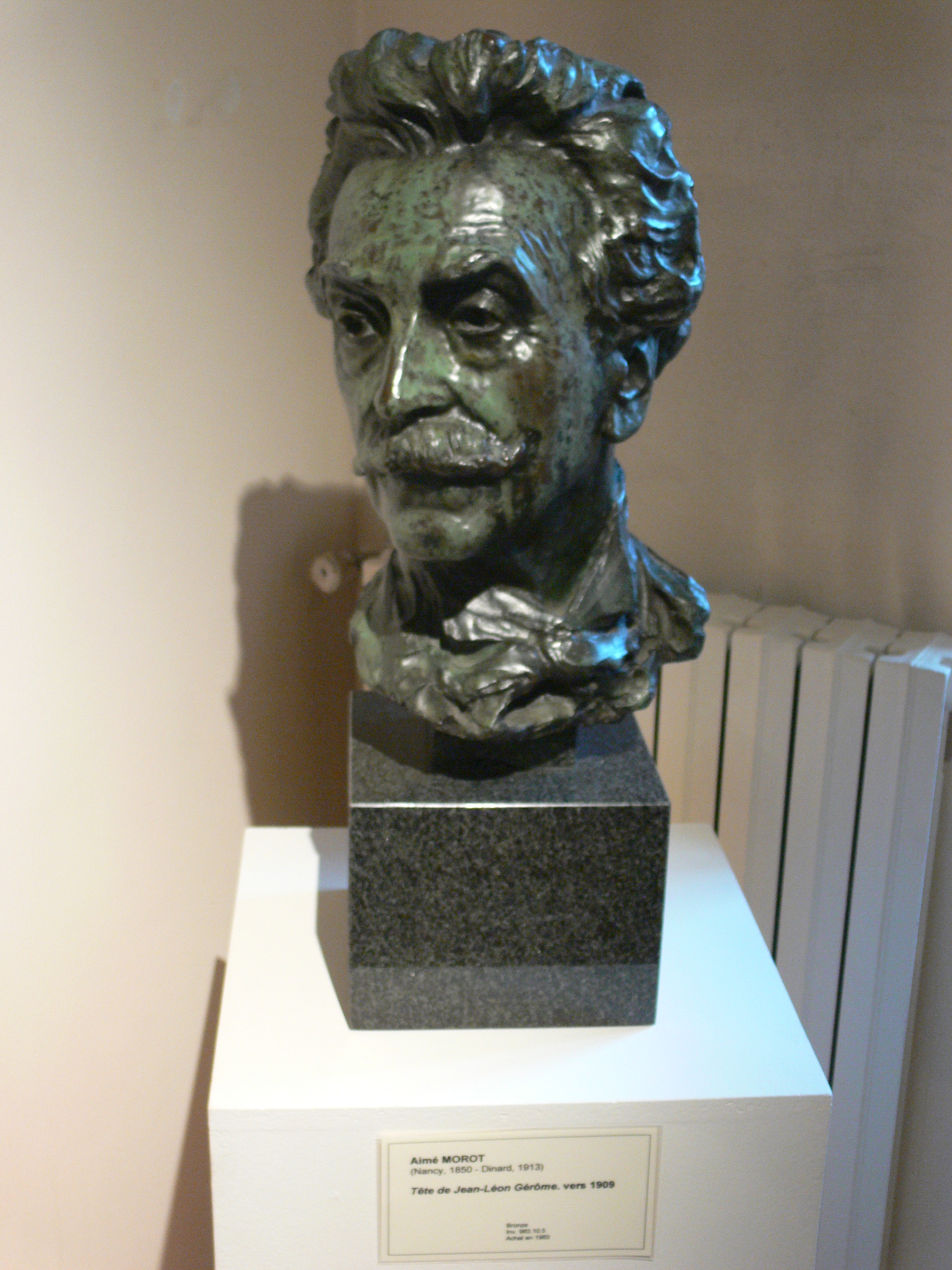
Cabeza de Jean-Léon Gérôme (verso 1909), Vesoul, Museo Georges-Garret.